# Jean Étienne François Monter
Jean Étienne François de Monter, né le 27 juin 1738 à Strasbourg (Bas-Rhin), mort le 24 mai 1811 à Commercy (Meuse), est un général de brigade de la Révolution française.

## États de service
Il entre en service le 9 avril 1758, comme cornette au régiment de Schonberg, il sert en Allemagne de 1758 à 1762, il devient lieutenant en second le 15 avril 1760, lieutenant le 2 mars 1762, aide-major le 24 novembre 1768, avec rang de capitaine le 3 mars 1774. Il redevient lieutenant le 6 mars 1774, premier lieutenant le 17 juin 1776, capitaine en second le 1er octobre 1778, et il est fait chevalier de Saint-Louis le 5 avril 1780.
Il reçoit son brevet de capitaine commandant le 2 septembre 1780, et celui de chef d'escadron le 1er mai 1788. Il est nommé lieutenant-colonel le 23 mars 1792, au 11e régiment de dragons, et colonel au même régiment le 10 juin 1792. Il sert à l’armée du Rhin.
Il est promu général de brigade le 8 mars 1793, et le 7 août suivant il est suspendu de ses fonctions et mis en état d’arrestation. Il passe en jugement devant le Tribunal révolutionnaire et il est acquitté le 5 janvier 1794. Il est réintégré dans l’armée le 28 août 1794, et il est admis à la retraite le 12 janvier 1795.
Le 13 juin 1795, il est remis en activité à l’armée de l’Ouest, et le 5 octobre, il commande la 2e brigade de la 3e division, avant d’être définitivement réformé le 22 septembre 1796.
Il meurt le 24 mai 1811 à Commercy, ville dont il fut maire .
Il avait épousé en 1772, Jeanne Claire Hanus de Saint-Eusèbe (1741-1811) dont seulement deux filles firent souche, Madeleine Thérèse Joséphine de Monter (1773-1837) et Marie Ursule Sophie de Monter (1776)

## Sources
- (en) « Generals Who Served in the French Army during the Period 1789 - 1814: Eberle to Exelmans »
- Étienne Charavay, Correspondance général de Carnot, tome 1, imprimerie Nationale, 1893, p. 416
- (pl) « Napoléon.org.pl »
- Collaborateur Sabretache, Carnet de la sabretache: revue d'histoire militaire rétrospective, Volumes 1 à 10, paris, Berger-Levrault et cie, 1906
- Côte S.H.A.T.: 8 YD 84
- Georges Six, Dictionnaire biographique des généraux & amiraux français de la Révolution et de l'Empire (1792-1814), Paris : Librairie G. Saffroy, 1934, 2 vol., p. 218